# Final do Campeonato Brasileiro de Futebol Sub-23 de 2018
A final do Campeonato Brasileiro de Futebol Sub-23 de 2018 foi a segunda decisão desta competição organizada pela Confederação Brasileira de Futebol (CBF). Disputada entre as equipes do Internacional e do São Paulo, foi realizada em dois jogos. O primeiro confronto ocorreu no dia 17 de novembro no Estádio Beira-Rio, em Porto Alegre, enquanto o segundo e decisivo jogo foi realizado no dia 24 de novembro no Estádio do Morumbi, na cidade de São Paulo.
Ambos se classificaram para a competição por terem sido convidados pela entidade organizadora. O Internacional estreou na competição com vitória sobre o Atlético Goianiense, em Goiânia e venceu o Sport. No entanto, a equipe gaúcha obteve quatro empates e duas derrotas nas últimas rodadas, terminando a primeira fase na terceira colocação. Classificou-se na segunda fase ao obter dez pontos e enfrentou o Vitória nas semifinais, eliminando os baianos. Enquanto isso, o São Paulo debutou com uma vitória sobre o Bahia, encerrando a primeira fase invicto com cinco vitórias e três empates. O clube liderou seu grupo na segunda fase, superando todos os adversários. Por fim, eliminou o Coritiba nas semifinais.
Na primeira partida, o São Paulo prevaleceu como visitante, conquistando uma vitória pelo placar mínimo. A equipe paulistana sagrou-se campeã ao vencer também a segunda partida.

## Antecedentes
Antes do Campeonato Brasileiro de Futebol Sub-23 de 2018, Internacional e São Paulo participaram da primeira edição do torneio realizada no ano anterior. Os clubes, inclusive, integraram o mesmo grupo, enfrentando-se na primeira rodada. Após empatarem no confronto direto, ambos terminaram a primeira fase com duas vitórias e dois empates. O Internacional, no entanto, marcou um gol a mais do que o rival e encerrou na liderança do grupo.
Nas semifinais, o Internacional derrotou o Atlético Mineiro nas penalidades, enquanto o São Paulo foi superado pelo Santos. Na decisão, a equipe gaúcha triunfou no primeiro embate, realizado no estádio Beira-Rio e conquistou o título ao empatar a finalíssima, na cidade de Santos.

## Caminho até a final
O Internacional, na primeira fase, conquistou dez pontos: duas vitórias, quatro empates e duas derrotas. As duas vitórias da equipe foram conquistadas nas duas primeiras rodadas, quando triunfou sobre Atlético Goianiense (2–0) e Sport (1–0), respectivamente. Em seguida, sofreu uma derrota em Porto Alegre para América Mineiro (0–1) e empatou com Grêmio e Goiás. Voltou a ser derrotado, desta vez para o São Paulo em Osasco, e terminou a primeira fase empatando com Vitória e Atlético Paranaense. Na segunda fase, o clube conquistou dois pontos diante do Santos e quatro sobre Chapecoense e Coritiba, classificando na primeira colocação do grupo. A equipe gaúcha, posteriormente, recebeu o Vitória no primeiro jogo das semifinais, no qual terminou derrotada; contudo, conseguiu um triunfo em Salvador e classificou para a decisão.

## Primeira partida
A primeira partida foi realizada às 17h de sábado, 17 de novembro de 2018, no estádio Beira-Rio, em Porto Alegre. O árbitro da partida foi Daniel Nobre Bins, que teve Maurício Coelho Silva Penna e Fabrício Lima Baseggio como auxiliares e Lucas Guimarães Rechatiko Horn como quarto árbitro.
A partida iniciou com o São Paulo superior. Paulo Henrique, aos três minutos, arrematou de longa distância e obrigou o goleiro Keiller a interferir. Dois minutos depois, o goleiro são-paulino Lucas Perri defendeu a finalização de Ramon. Apesar disso, os paulistanos permaneceram ofensivos: aos dezesseis minutos, Caique chutou rasteiro e o goleiro do Internacional praticou uma nova defesa. Vinicius, por sua vez, completou a cobrança de escanteio para marcar o primeiro gol da decisão. Depois do gol, o Internacional reagiu e teve quatro oportunidades de marcar, mas Lucas Perri defendeu uma finalização de Álvaro e duas de Sarrafiore. Thales, no entanto, quase empatou em uma cobrança de escanteio.
O Internacional retornou para o segundo tempo com mais ímpeto ofensivo. Logo aos três minutos, Pedro Lucas quase empatou de cabeça. A trajetória da bola, contudo, foi desviada por Lucas Perri. O goleiro são-paulino efetuou outras duas defesas nas finalizações de Ramon e Bruno José aos dez e aos dezessete minutos, respectivamente. O São Paulo, por sua vez, quase ampliou em duas ocasiões, ambas com Pedro Bortoluzo. No entanto, Gabriel teve a chance mais clara, o lateral arrematou o rebote do goleiro Keiller, mas acertou o travessão.
Com o resultado negativo, o Internacional precisaria derrotar o São Paulo na finalíssima para ter chances de conquistar o título. Por outro lado, o empate no segundo confronto era suficiente para o São Paulo conquistar o campeonato.
| 17 de novembro | Internacional | 0 – 1                    | São Paulo    | Estádio Beira-Rio, Porto Alegre |
| 17:00 (UTC−2)  |               | Relatório Website da CBF | Vinicius 27' | Árbitro: RS Daniel Nobre Bins   |

| Internacional | São Paulo |

| G                  | 1  | Keiller          |     |      |
| LD                 | 2  | Iago Barbosa     |     |      |
| Z                  | 3  | Thales           | 12' |      |
| Z                  | 4  | Windson          |     | 70'  |
| LE                 | 6  | Vinicius Tsumita |     | INT' |
| V                  | 5  | Jeferson Lima    |     |      |
| V                  | 8  | Ramon            |     |      |
| M                  | 10 | Sarrafiore       | 41' | 75'  |
| A                  | 7  | Bruno José       |     |      |
| A                  | 9  | Pedro Lucas      |     | 70'  |
| A                  | 11 | Álvaro           |     | 61'  |
| Suplentes:         |    |                  |     |      |
| G                  | 12 | Carlos Miguel    |     |      |
| LD                 | 13 | Heitor Rodrigues | 63' | INT' |
| LE                 | 17 | Leocovick        |     |      |
| V                  | 14 | José Gabriel     |     |      |
| M                  | 16 | Riuler           |     |      |
| M                  | 19 | Cesinha          |     | 75'  |
| M                  | 20 | Nonato           |     | 70'  |
| A                  | 15 | Brenner          |     | 70'  |
| A                  | 18 | Netto            |     | 61'  |
| A                  | 21 | José Aldo        |     |      |
| A                  | 22 | Luis Felipe      |     |      |
| A                  | 23 | Jefferson        |     |      |
| Treinador:         |    |                  |     |      |
| Ricardo Colbachini |    |                  |     |      |

| G              | 1  | Lucas Perri     |     |     |
| LD             | 2  | Foguete         | 73' |     |
| Z              | 3  | Caio Ruan       |     |     |
| Z              | 4  | Rodrigo         | 84' |     |
| LE             | 6  | Caique          |     |     |
| V              | 5  | Marcos Junior   |     |     |
| V              | 8  | Paulo Henrique  | 43' |     |
| M              | 10 | Vinicius        |     | 81' |
| A              | 7  | Geovane         |     | 85' |
| A              | 9  | Pedro Bortoluzo |     |     |
| A              | 11 | Oliveira        |     | 89' |
| Suplentes:     |    |                 |     |     |
| G              | 12 | Júnior          |     |     |
| LD             | 15 | Belão           |     | 85' |
| Z              | 13 | Morais          |     |     |
| LE             | 16 | Gabriel         |     | 81' |
| LE             | 17 | Bruno Dip       |     |     |
| V              | 14 | Alisson         |     |     |
| M              | 18 | Calebe          |     |     |
| M              | 19 | Lima            |     |     |
| A              | 20 | Murilo          |     | 89' |
| A              | 21 | Ceará           |     |     |
| Treinador:     |    |                 |     |     |
| Marcos Vizolli |    |                 |     |     |

| Árbitros assistentes Maurício Coelho Silva Penna Fabrício Lima Baseggio Quarto Árbitro Lucas Guimarães Rechatiko Horn |

## Segunda partida
A finalíssima do Campeonato Brasileiro Sub-23 entre Internacional e São Paulo foi realizada às 17h de sábado, 24 de novembro de 2018, no estádio do Morumbi, em São Paulo. Apesar da entrada gratuita, o público presente foi um pouco superior de mil torcedores. Na tribuna estavam o técnico da equipe profissional André Jardine, o ex-futebolista e atual executivo do clube Raí e o presidente Leco. O árbitro da partida foi Vinicius Furlan, que teve Herman Brumel Vani e Vitor Carmona Metestaine como auxiliares e Daniel Bernardes Serrano como quarto árbitro.
O São Paulo iniciou a partida atacando o adversário, marcando o gol logo no primeiro minuto: Geovane recebeu o passe e arrematou de longa distância. O goleiro Keiller praticou a defesa, contudo cedeu rebote para Pedro Bortoluzo, que marcou seu nono gol na competição. Aos dez minutos, Pedro Bortoluzo aproveitou a sobra do goleiro, mas finalizou para fora. Quatro minutos depois, Oliveira recuperou a posse da bola e arrematou de longa distância, acertando o travessão. O São Paulo voltou a atacar com Paulo Henrique e Geovane - o primeiro arrematou de longa distância, enquanto o segundo exigiu a defesa de Keiller. Aproveitando o ímpeto ofensivo, o clube paulistano chegou ao segundo gol com Morais. Com a vantagem, o São Paulo tomou a posse da bola e controlou o restante do tempo; contudo, aos 43 minutos, Morais quase marcou o terceiro. O goleiro do Internacional, no entanto, interferiu a cabeçada do zagueiro.
O Internacional retornou com mais ímpeto ofensivo e conseguiu diminuir o placar em sua primeira chance: aos sete minutos, Caio Ruan desviou contra o próprio gol. Apesar de possuir a maior posse de bola, o clube gaúcho não conseguia criar chances claras de gol, concentrando seus ataques em cruzamentos que eram neutralizados pela defesa são-paulina. Em duas ocasiões, o Internacional quase empatou a partida: aos doze minutos, após uma cobrança de escanteio, Iago Barbosa cabeceou para fora. Quatro minutos depois, Ramon arrematou com perigo. O São Paulo, por sua vez, quase fez o terceiro aos 35 minutos: em uma cobrança de falta, o goleiro Keiller praticou a defesa, mas cedeu o rebote. O arqueiro do Internacional, no entanto, efetuou a defesa em cima da linha. Nos últimos minutos, o Internacional voltou a concentrar suas ações no campo ofensivo, porém sem nenhuma oportunidade.
| 24 de novembro | São Paulo                            | 2 – 1                    | Internacional | Estádio do Morumbi, São Paulo |
| 17:00 (UTC−2)  | Pedro Bortoluzo 1' · Igor Morais 19' | Relatório Website da CBF | Caio Ruan 52' | Árbitro: SP Vinícius Furlan   |

| São Paulo | Internacional |

| G              | 1  | Lucas Perri     |     |     |
| LD             | 2  | Foguete         |     |     |
| Z              | 3  | Caio Ruan       | 47' |     |
| Z              | 4  | Morais          |     |     |
| LE             | 6  | Caique          |     |     |
| V              | 5  | Marcos Junior   | 72' |     |
| V              | 8  | Paulo Henrique  |     |     |
| M              | 10 | Vinicius        |     | 83' |
| A              | 7  | Geovane         |     | 83' |
| A              | 9  | Pedro Bortoluzo | 57' |     |
| A              | 11 | Oliveira        |     | 71' |
| Suplentes:     |    |                 |     |     |
| G              | 12 | Thiago Couto    |     |     |
| LD             | 13 | Belão           |     | 83' |
| LD             | 22 | Carlinhos       |     |     |
| Z              | 21 | Hiago           |     |     |
| LE             | 15 | Bruno Dip       |     |     |
| LE             | 16 | Gabriel         |     | 83' |
| V              | 14 | Alisson         |     |     |
| M              | 19 | Lima            |     |     |
| M              | 20 | Calebe          |     |     |
| A              | 17 | Ceará           |     |     |
| A              | 18 | Murilo          |     | 71' |
| Treinador:     |    |                 |     |     |
| Marcos Vizolli |    |                 |     |     |

| G                  | 1  | Keiller          |     |      |
| LD                 | 2  | Heitor Rodrigues |     | INT' |
| Z                  | 3  | Thales           |     |      |
| Z                  | 4  | Bruno Fuchs      | 37' | INT' |
| LE                 | 6  | Iago Barbosa     |     |      |
| V                  | 5  | Jeferson Lima    |     |      |
| V                  | 8  | Ramon            |     |      |
| M                  | 7  | Nonato           | 50' | 77'  |
| M                  | 11 | Bruno José       |     | 71'  |
| M                  | 9  | José Aldo        |     |      |
| A                  | 10 | Sarrafiore       |     | INT' |
| Suplentes:         |    |                  |     |      |
| G                  | 12 | Carlos Miguel    |     |      |
| Z                  | 14 | Windson          |     | INT' |
| LE                 | 16 | Vinicius Tsumita |     |      |
| V                  | 13 | José Gabriel     |     |      |
| M                  | 17 | Riuler           |     |      |
| M                  | 18 | Cesinha          |     |      |
| A                  | 15 | Brenner          |     | 77'  |
| A                  | 19 | Álvaro           |     | INT' |
| A                  | 20 | Netto            |     | 71'  |
| A                  | 21 | Pedro Lucas      |     | INT' |
| A                  | 22 | Luis Felipe      |     |      |
| A                  | 23 | Jefferson        |     |      |
| Treinador:         |    |                  |     |      |
| Ricardo Colbachini |    |                  |     |      |

| Árbitros assistentes Herman Brumel Vani Vitor Carmona Metestaine Quarto Árbitro Daniel Bernardes Serrano |

### Pós-jogo
Após a vitória, o São Paulo conquistou seu primeiro título da competição. Em dezoito partidas, a equipe paulistana venceu catorze, empatou três e perdeu apenas uma vez. Com o triunfo na finalíssima, obteve nove jogos de invencibilidade. Marcos Vizolli, treinador do São Paulo, destacou a importância do título e sua valorização, além de ressaltar o profissionalismo dos jogadores:
A gente fez uma matemática aí que foi grande. E tínhamos de coroar este jogo com uma vitória. Eles estavam conscientes disso. Os jogos contra Inter, Atlético-PR, Vitória e Coritiba foram os mais difíceis. Mais o que cresceu e prevaleceu foi o profissionalismo e o amor ao São Paulo desses meninos".
Outros jogadores do São Paulo também enalteceram a conquista. Pedro Bortoluzo afirmou seu estado de felicidade e a "sensação de dever cumprido". Por sua vez, Foguete, o capitão do clube, resumiu o campeonato em uma palavra: "gratidão".